# Ageratinastrum
Ageratinastrum là một chi thực vật có hoa trong họ Cúc (Asteraceae).

## Loài
Chi Ageratinastrum gồm các loài: